# Fiamma (araldica)
In araldica, la fiamma è rappresentata da una lingua di fuoco che termina con tre punte, montante e ondeggiante, e simboleggia purezza, candore, fama preclara e nobiltà di natali.
Il termine fiamma designava anche le banderuole, lunghe biforcate e appuntite, che si mettevano sulle antenne delle navi. A questa famiglia di banderuole apparteneva anche l'orifiamma che aveva dapprima tre e poi due sole code (o punte) di colore rosso fuoco, con un sole d'oro e nappe verdi.

## Uso
Se la fiamma è rappresentata da sola, è tondeggiante di sotto; ma di solito esce da una figura (vaso, fiaccola, vulcano, eccetera) che si dice accesa di [rosso, di norma]. Se la figura è un cannone, di cui si vede la fiammata dello sparo, si dice tonante di…, mentre se si tratta di un animale o mostro che emette fiamme dalle fauci — come avviene talvolta per il drago, l'idra e simili — si dice ignivoma. In alternativa, si può usare il termine fiammeggiante.

Fiamma nascente dalla punta (stemma di Busto Arsizio)
D'azzurro, alla fascia ondata d'argento, accompagnata da tre fiamme al naturale (stemma di Sabbia dal 1970 al 2017)
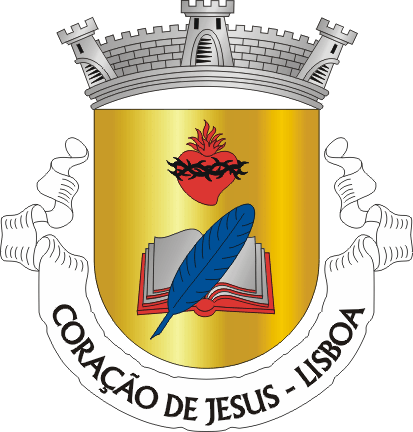
Cuore cinto spine e con fiamma (Coração de Jesus, Portogallo)
Botte da cui escono fiamme (Kokkola, Finlandia)
Botte da cui escono fiamme (Nykarleby, Finlandia)
Raggi terminanti in fiamme (Lahti, Finlandia)